# Río del Norte
El río del Norte es un río de Venezuela en jurisdicción del municipio Zamora del estado Miranda, al norte de la ciudad de Guatire, nace a 2000 metros sobre el nivel del mar, en el llamado "Pilón de los Aguacates", en plena cordillera de la Costa dentro de los linderos Parque nacional Waraira Repano.  Tiene una longitud aproximada de 5 km. El río del Norte se une al Río Aguasales en un punto situado a pocos metros del Monumento Natural La Churca y a partir de allí se forma el río Pacairigua La mayor parte del curso del río del Norte transcurre por tierras que están dentro del Parque nacional Waraira Repano. Como su curso es siempre en pendiente su corriente suele ser medianamente alta por lo que sus aguas mantienen una temperatura de no más de 15 °C. El río del Norte está rodeado de una selva tropical húmeda de gran belleza paisajística.

## Sitio de Interés
Entre los sitios de interés que se encuentran en este río pueden mencionarse:
- Una antigua represa (construida hacia 1941) así como una segunda represa más moderna en su curso bajo.

- La Cascada del Norte (Coordenadas 10º31'51.07 N.  66º30'53,20  W)[2] la cual es la caída de agua más alta de Parque Waraira Repano.  Para acceder a la Cascada del Norte hay cuatro vías: Remontando el río (se requiere equipo especial para escaladas), también por un camino que se inicia en la urbanización «Valle Arriba», en Guatire, pasa por un puesto de Guardaparques y sigue hacia el Topo Machado (Este camino está actualmente cerrado), por carretera que comienza en el sector «Pacairigua», al norte de la ciudad de Guatire y que finaliza en la antigua hacienda cafetalera «Santa Rosa». A partir de allí se llega a pie por un camino que atraviesa la zona que fue conocida como «Machado». Por último, por carretera que llega hasta la Hacienda Las Planadas y luego un camino en descenso que llega hasta el río[3]

- Pozo Araguaichú, de gran anchura y profundidad. Localmente existe la leyenda de que en sus aguas se ahogó un cacique de la zona llamado «Araguaichú». No hay ninguna base histórica de esto.

- Pozo Negro, una posa natural de gran profundidad.  .

- Balcón del Norte, un mirador situado en lo alto de una cascada desde donde se observa parte del Valle de Pacairigua.

- Salto Paraíso, un salto de agua de unos 15 metros de altura.

- Cañón del Norte, un salto de agua de 12 metros de altura que ha excavado un pequeño cañón en la roca.

- Pozo Madama, una posa natural de profundidad moderada.

- Pozo La Llovizna, sitio turístico local hasta finales de los años setenta debido a que a partir de allí, por la construcción de una represa, mermó considerablemente su caudal.

Para acceder a La Llovizna, Madama, Cañón del Norte y Salto Paraíso se puede hacer remontando el curso del río desde su desembocadura.

## Fauna
Hay una gran variedad de fauna tales como: cunaguaro, danta, báquiro, venado, ardilla, pereza, entre otros. Aves: De todo tipo, especialmente las de hábitos nocturnos como lechuzas. También hay especies autóctonas de escorpiones. 

### Fauna de escorpiones y opiliones de la región de Río del Norte
La fauna de escorpiones y de opiliones de la región de Río del Norte como la de muchas partes de Venezuela y el mundo se caracteriza por estar constituida por organismos puntuales de poca movilidad y con áreas de distribución muy restringida por lo general con solo reportes para la localidad tipo y en algunos casos futuros estudios determinarán si son faunas endémicas

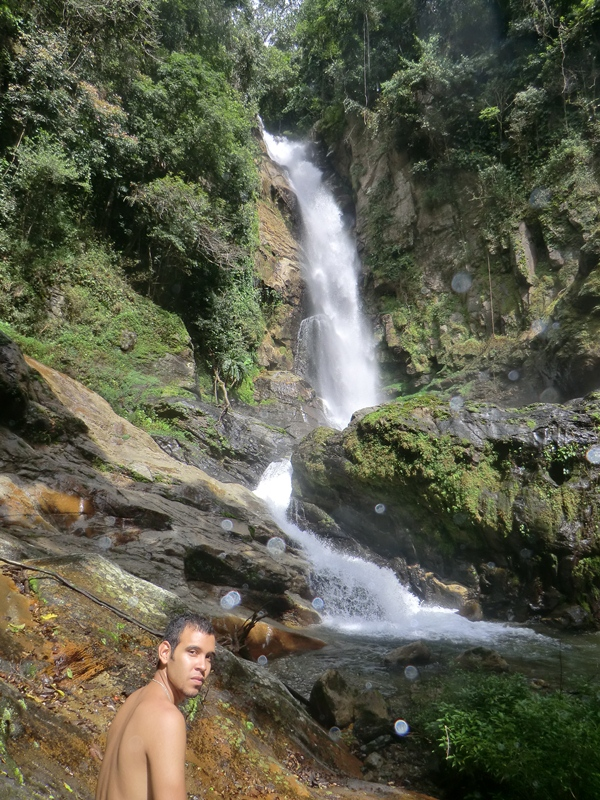
La llamada Cascada del Norte. Se cree que es la caída de agua más alta del parque Waraira Repano.

Las especies presente en la región del Río del Norte son:
Orden: Scorpiones
- Familia: Chactidae
  - Chactas rogelioi González Sponga 1972[8][5]
  - Chactas gansi González Sponga 1974[5]
  - Broteochactas gollmeri  (Karsch, 1879)[5][9]
- Familia Buthidae
  - Microtityus biordi González Sponga 1970[5]
  - Tityus discrepans Pocock, 1897[5]

Orden: Opiliones 
- Familia Phalangodidae:
  - Minuella pinturelensis González Sponga 1987[6]
  - Phalangodinella coffeicola González Sponga 1987[6]
  - Phalangodinella santaroseae González Sponga 1987[6]
  - Traiania mujicai González Sponga 1987[6]
- Familia Cosmetidae
  - Litoralia cordillerana González Sponga 1992[7]

## Flora
La mayor parte del río del Norte transcurre entre los 700 y 2000 metros sobre el nivel del mar, de allí que la vegetación sea en su mayor parte de selva nublada.

### Videos
- Youtube: Cruzando el Río del Norte
- Youtube: Cascada del Norte, Parque nacional El Ávila, Venezuela
- Youtube: Cascada del Norte - Parque nacional Ávila (Venezuela)

- Datos: Q6115917